# Washington (Utah)
Washington ist eine Stadt im Washington County des US-Bundesstaates Utah. Das U.S. Census Bureau hat bei der Volkszählung 2020 eine Einwohnerzahl von 27.993 ermittelt.
Die Stadt ist Teil der Metropolregion St. George und einer von vielen Orten in den Vereinigten Staaten, welche nach Präsident George Washington benannt wurden.

## Geschichte
Das Gebiet um Washington ist auch als Utahs Dixie bekannt, weil die mormonischen Pioniere, die die Gegend um St. George besiedelten, hier Baumwolle anbauten, die in der Baumwollmühle in Washington verarbeitet wurde. Dixie ist auch die Bezeichnung für die US-amerikanischen Südstaaten. Heute ist Washington eine schnell wachsende Vorstadt von St. George.

## Demografie
Nach einer Schätzung von 2019 leben in Washington 29.174 Menschen. Die Bevölkerung teilt sich auf in 85,7 % nicht-hispanische Weiße, 0,2 % Afroamerikaner, 1,9 % indianischer Abstammung, 0,9 % Asiaten, 0,2 % Ozeanier, 0,4 % Sonstige und 1,0 % mit zwei oder mehr Ethnizitäten. Hispanics machten 9,7 % der Bevölkerung aus. Das mittlere Haushaltseinkommen lag bei 52.085 US-Dollar und die Armutsquote bei 14,2 %.